# Trichostomum paludicola
Trichostomum paludicola är en bladmossart som beskrevs av Hilpert 1933. Trichostomum paludicola ingår i släktet lansettmossor, och familjen Pottiaceae. Inga underarter finns listade i Catalogue of Life.